# Slemminge-Fjelde Sogn

Slemminge-Fjelde Sogn er et sogn i Lolland Østre Provsti (Lolland-Falsters Stift).
Sognet blev dannet ved sammenlægning af Slemminge Sogn og Fjelde Sogn 1. januar 2023.